# Eero Kolehmainen
Eero Johannes Kolehmainen  (ur. 24 marca 1918 w Anttola, zm. 7 grudnia 2013 w Mikkeli) – fiński biegacz narciarski, srebrny medalista olimpijski.

## Kariera
Jego olimpijskim debiutem były igrzyska w Oslo w 1952 roku. W swoim jedynym starcie, w biegu na 50 km techniką klasyczną wywalczył srebrny medal, ulegając jedynie swemu rodakowi Veikko Hakulinenowi. Cztery lata później, podczas igrzysk olimpijskich w Cortinie d’Ampezzo na tym samym dystansie zajął czwarte miejsce. Walkę o brązowy medal przegrał z Fiodorem Tierientjewem ze Związku Radzieckiego. Kolehmainen ponownie wystartował tylko w biegu na 50 km. Były to ostatnie igrzyska w jego karierze.
W 1954 roku wystartował na mistrzostwach świata w Falun zajmując jedenaste miejsce na swym koronnym dystansie. Cztery lata później, na mistrzostwach świata w Lahti był piąty w biegu na 50 km stylem klasycznym. Na kolejnych mistrzostwach świata już nie startował.
Ponadto Kolehmainen wygrał bieg na 50 km podczas zawodów Salpausselän Kisat w 1956 i 1957 roku. W 1959 roku zdobył swój jedyny tytuł mistrza Finlandii, oczywiście na dystansie 50 km. W 1950 roku triumfował w biegu na 18 podczas zawodów Holmenkollen ski festival. W 1957 r. został nagrodzony medalem Holmenkollen.

## Osiągnięcia

### Igrzyska olimpijskie
| Miejsce | Dzień     | Rok  | Miejscowość       | Konkurencja             | Czas biegu | Strata    | Zwycięzca        |
| ------- | --------- | ---- | ----------------- | ----------------------- | ---------- | --------- | ---------------- |
| 2.      | 20 lutego | 1952 | Oslo              | 50 km stylem klasycznym | 3:33:33 h  | +40 s     | Veikko Hakulinen |
| 4.      | 2 lutego  | 1956 | Cortina d’Ampezzo | 50 km stylem klasycznym | 2:50:27 h  | +5:50 min | Sixten Jernberg  |

### Mistrzostwa świata
| Miejsce | Dzień     | Rok  | Miejscowość | Konkurencja             | Czas biegu  | Strata      | Zwycięzca       |
| ------- | --------- | ---- | ----------- | ----------------------- | ----------- | ----------- | --------------- |
| 11.     | 21 lutego | 1954 | Falun       | 50 km stylem klasycznym | 1:50:25 h   | ?           | Władimir Kuzin  |
| 5.      | 8 marca   | 1958 | Lahti       | 50 km stylem klasycznym | 2:56:21.9 h | +5:17.6 min | Sixten Jernberg |